# Laila av Reyni
Laila av Reyni is een Faeröerse zangeres, liedjesschrijfster, modeontwerpster, onderwijzeres en interieurontwerpster. Ze is vooral bekend door haar werk als ontwerpster van jurken.
Haar jurken zijn door verschillende modellen gedragen, zoals bij de Deense verkiezingen van Miss World 2012 en Miss Universe 2015. Ook andere bekende personen hebben haar jurken gedragen, onder wie Eivør Pálsdóttir.
Naast haar werk als ontwerpster heeft ze een titelloos muziekalbum in eigen beheer uitgebracht. Aan elk lied heeft ze zelf meegeschreven. Het album kwam uit op 1 september 2013.
In 2014 werd ze genomineerd in de categorie Nieuwe artiest/band bij de Faroese Music Awards. Ze won deze prijs niet.

## Discografie
- 2013 - Laila av Reyni, album
- 2016 - Stay, album